# Аминьевская (платформа)
Ами́ньевская — остановочный пункт Киевского направления Московской железной дороги и Калужско-Нижегородского диаметра МЦД, располагается на границе районов Раменки и Очаково-Матвеевское в Москве на участке Матвеевская — Очаково. Связан пересадкой со станцией метро «Аминьевская» Большой кольцевой линии.

## Платформа

### Строительство
Работы по сооружению первой из двух островных платформ начались весной 2019 года, их завершение было запланировано на 2021 год. Платформа открылась 7 декабря 2021 года.
Четвёртый главный путь был открыт позже, с завершением строительства на всём участке от Киевского вокзала  до Апрелевки и запуском линии МЦД-4.
На перспективу предусмотрено строительство третьей островной платформы для оборота поездов.

### Пассажирское движение
Платформа открылась 7 декабря 2021 года в 4:00 по московскому времени, на 14 часов раньше одноимённой станции метро.
20 декабря 2021 года на платформе начали останавливаться экспрессы Москва — Малоярославец, с 27 декабря — и экспрессы в аэропорт Внуково.

## Галерея

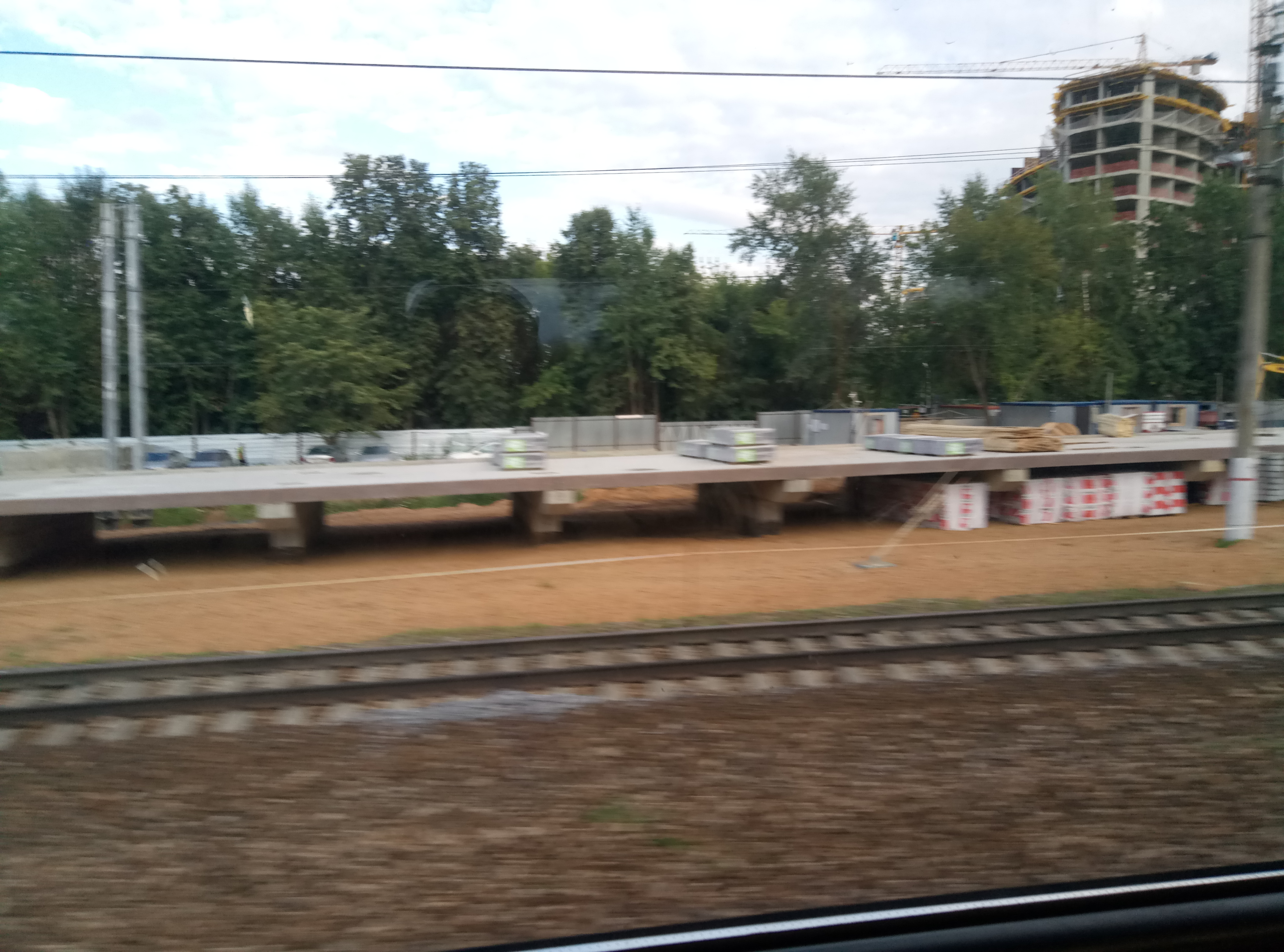
Строительство платформы. Июль 2019
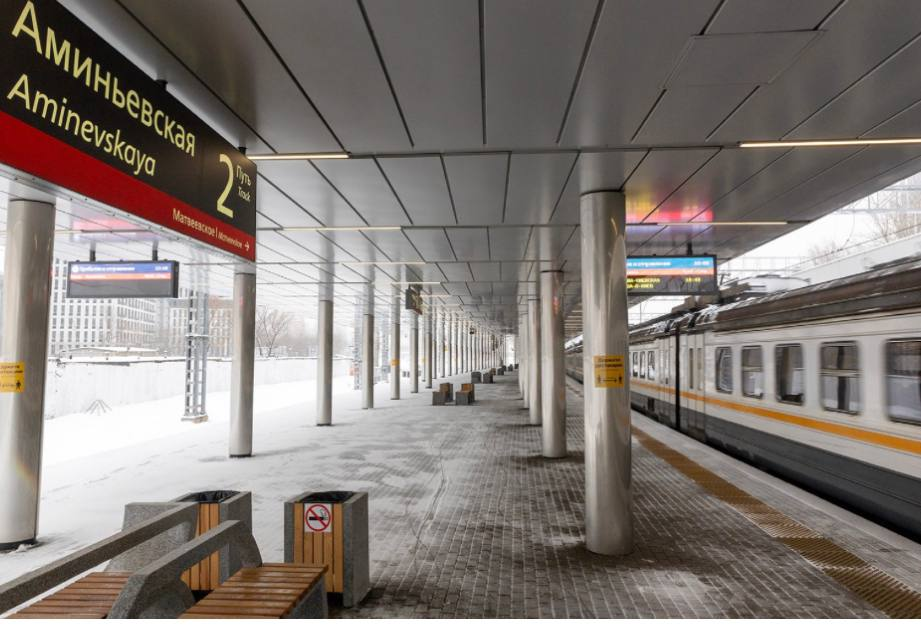
Новая платформа
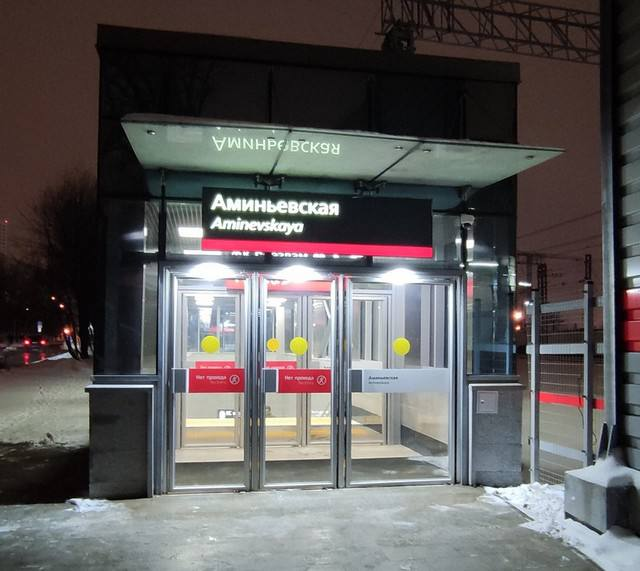
Вход на платформу

## Наземный общественный транспорт
На этой станции можно пересесть на следующие маршруты городского пассажирского транспорта:
- Автобусы: 11, с17, 103, 205, 219, 274, 295, 299, 325, 329, 641, 688, 807